# Grdobina mrkulja
Grdobina mrkulja (lat. Lophius piscatorius) riba je iz porodice grdobina (lat. Lophidae). Ime grdobina i grdobine došlo je od njihovog izgleda, koji je zaista grdan,  a kod nas se još naziva i vrag, rošpo, vražica, žaba. Mrkulja ima glavu koja joj znatno nadmašuje polovicu veličine tijela, te malo i relativno vitko tijelo pravilnog oblika, blago spljošteno na trbušnom dijelu. Usta su enormno velika u odnosu na tijelo, a oko njih je velik broj manjih izraslina. Tijelo je smeđe boje, bez ljuski,  najčešće tamnijih nijansi, sa šarama koje joj davaju kamuflažni izgled na muljevitom dnu gdje najčešće obitava. Na vrhu glave ima nekoliko lovki, kojima se koristi pri lovu na manje ribe, a kuriozitet jest da ova riba ponekad uhvati i pokoju morsku pticu. Vrstan je grabežljivac, živi na dubinama do 1000 m, a naraste do 2 m duljine i skoro do 60 kg težine (najveći prijavljen primjerak je imao 58 kg). Ima vrlo ukusno meso, malo kostiju, te je zbog toga vrlo poželjna za prehranu djece. Priprema se na razne načine, pržena, na brudet, kao osnovni sastojak riblje juhe, a kao posebna poslastica smatra se pohana grdobina.

## Rasprostranjenost
Grdobina mrkulja je rasprostranjena u Atlantiku i to na području od vrha Norveške pa sve do Mauretanije, kao i oko Islanda. Osim toga područja, živi i u Mediteranu, uključujući Crno more.

## Vanjske poveznice
|  | Zajednički poslužitelj ima još gradiva o temi Grdobina mrkulja |
|  | Wikivrste imaju podatke o taksonu Grdobina mrkulja             |